# Boomerang (Bellewaerde)
Boomerang is een stalen shuttle-achtbaan van het model Boomerang in het Belgische dieren- en attractiepark Bellewaerde.
De door Vekoma gebouwde Boomerang is geopend in 1984. Het is een standaardontwerp en was de tweede gebouwde Vekoma-boomerang in zijn soort. Echter mocht Bellewaerde deze attractie een wereldprimeur noemen want de eerste Boomerang, die in Mexico gebouwd werd, had technische storingen waardoor de opening werd uitgesteld. Zodoende had Bellewaerde de eerste werkende Boomerang.
Oorspronkelijk had de Boomerang groene pijlers en een witte baan, in 1997 werd dit omgezet naar een gele baan met marineblauwe pijlers. In 2011 herschilderde men de baan en kregen de pijlers een bordeauxrode kleur. In 2023 herschilderde Bellewaerde opnieuw de baan in een pastel blauwe kleur.

## Technische gegevens
- Model: Boomerang
- g-kracht: 5,2 g
- Inversies: 6 in totaal (1 looping en 1 cobra roll, heen en terug)

Boomerang heeft één achtbaantrein met zeven wagons. In elke wagon kunnen vier personen zitten, twee vooraan en twee achteraan, wat maakt dat 28 personen in de hele trein passen. De totale capaciteit van de attractie bedraagt 630 personen per uur.

## Halloween
Met Halloween worden er vaak rook- en lasereffecten toegevoegd in het station. Soms wordt ook gebruikgemaakt van extra geluidseffecten. Ook de naam van Boomerang is zowel op de plattegrond als in het park zelf met Halloween de laatste jaren anders:
- 2012-2014: Halloween ZoorRror: Zoo'merang
- 2015-2016: Halloween Fiësta Mortal: El Bumeran de los Muertos

Afbeeldingen